# Côté Cœur
Pour l'album du chanteur Dave, voir Côté cœur.
Côté Cœur est un court métrage français de 30 minutes réalisé par Héloïse Pelloquet, sorti en 2018.
Il s'agit du troisième court métrage réalisé par Héloïse Pelloquet après Comme une grande (2014) et L'Âge des sirènes (2016).

## Synopsis
Maryline, 16 ans, aime Aymeric, avec qui elle travaille au port. Mais un jour d'été, sous l'influence de Mars, elle sauve Ludovic de la noyade. Le film retrace la naissance d’un amour inattendu pour une jeune fille indépendante, Maryline, en marge de la société.

## Fiche technique
- Réalisateur : Héloïse Pelloquet
- Scénaristes : Rémi Brachet, Héloïse Pelloquet
- Société de production : Why Not Productions (Paris)

## Distribution
- Imane Laurence : Maryline
- Jonathan Couzinié : Ludovic
- Nathan Bazin : Aymeric

## Réception du film
Le court-métrage est projeté dans l'émission Court-Circuit, spécial Désir sur Arte le 2 septembre 2018.
A cette occasion, le magazine Télérama souligne le caractère poétique du court-métrage amenant la réalisatrice à abandonner le réalisme de Comme une grande et de L'Âge des sirènes pour un certain onirisme. 
Le magazine Les Inrockuptibles met en exergue la "caméra envoûtante" de la réalisatrice mettant en relief l'histoire d'amour entre Maryline (Imane Laurence) et Ludovic (Jonathan Couzinié).

## Prix
- Mention spéciale du Jury, Festival de Clermont-Ferrand, 2019.
- Prix d'interprétation, meilleure comédienne pour Imane Laurence, Festival de Clermont-Ferrand, 2019.
- Prix du public, Festival Côté court de Pantin[4], 2018
- Prix du meilleur court-métrage, Festival du film indépendant de Bordeaux[5], 2018
- Prix du meilleur court-métrage, Festival du film de Sarlat[6], 2018
- Compétition officielle, Festival du Film Court de Villeurbane, 2018
- Compétition officielle, Un festival, c'est trop court - UFTC, MAMAC, Nice, 2018